# پیشینه هنر غرب

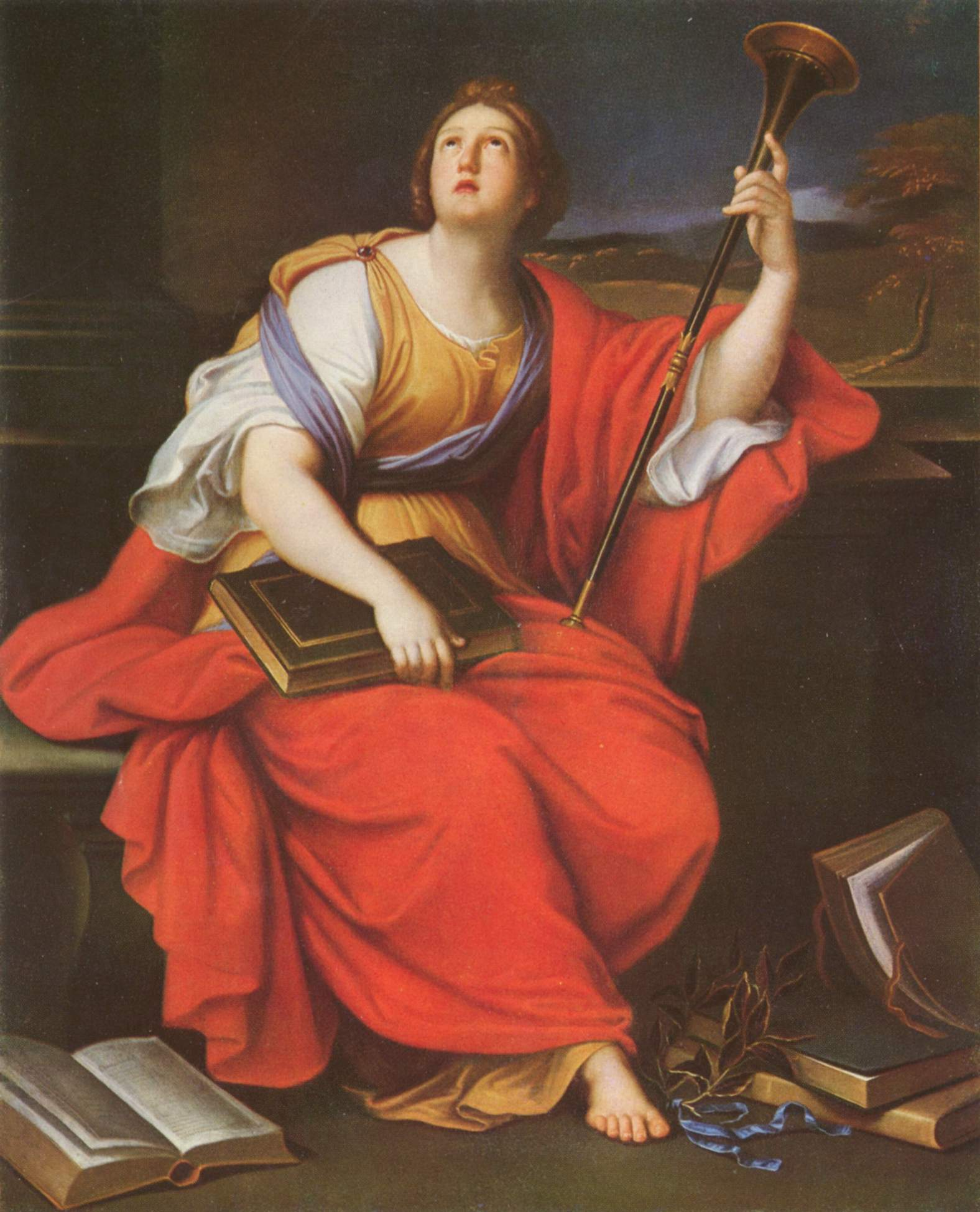
پییر مینیار، کلیو، موز حماسه و تاریخ، قرن ۱۷ ام

هنر غرب (به انگلیسی: art of Europe) یا (به انگلیسی: Western art) به ساخته‌های هنری گفته می‌شود که در کشورهای اروپایی و شمال آمریکا آفریده شده و از سوی این کشورها پذیرفته شده‌است.
آغاز بررسی این هنر با بررسی دربارهٔ هنر خاورمیانه باستانی، مصر باستان و هنر دوران برنز یونانی در پیرامون دریای اژه که تا هزاره سوم پیش از میلاد می‌رسد، شکل می‌گیرد. بهر حال شکل‌های موازی از این هنرها در اروپا نیز دیده می‌شود. الگوهای پایداری از توسعه هنری در اروپا زمانی روشن می‌گردد که هنر یونان باستان، از سوی روم در زمانی که بیشتر اروپا و شمال آفریقا را در اختیار داشت، پذیرفته شده و به سراسر اروپا منتقل می‌شود.
تاثیر هنر دوران کلاسیک (به انگلیسی: Classical antiquity)در دو هزاره بعدی نوسان داشته‌است. تأثیر بزرگ دیگر هنر غرب از دین مسیحیت می‌باشد.
قبل از دهه ۱۸۰۰ میلادی، کلیساهای مسیحی تأثیر عمده ای بر هنر اروپا داشتند، حق ماموریت‌ های کلیسایی، معماری، نقاشی و مجسمه‌سازی، منبع اصلی کار را برای هنرمندان فراهم می‌کرد. در این دوره تاریخ کلیسا در تاریخ هنر بسیار بازتاب یافته‌است. در همان دوره زمانی علاقه دوباره به قهرمانان مرد و زن، داستان‌های خدایان اسطوره ای و الهه‌ها، جنگ‌های بزرگ و موجودات عجیب و غریب که به دین وصل نشده بودند، وجود داشت. بیشتر هنرهای ۲۰۰ سال گذشته بدون مراجعه به دین تولید شده و غالباً اصلاً بدون ایدئولوژی خاصی تولید شده‌است، اما هنر چه منعکس کننده دغدغه‌های مشتریان و چه هنرمند، غالباً تحت تأثیر موضوعات سیاسی بوده‌است.
هنر اروپایی به تعدادی از دوره‌های مختلفی با سبک مربوطه طبقه‌بندی شده‌است که به لحاظ تاریخی، با شکوفایی سبک‌های متعدد در مناطق مختلف، با یکدیگر اشتراک دارند. دوره‌ها به‌طور گسترده شامل کلاسیک، بیزانس، قرون وسطی، گوتیک، رنسانس، باروک، روکوکو، نئوکلاسیک، مدرن، پست مدرن و نقاشی اروپای جدید است.

## هنر ماقبل تاریخ
هنر پیش از تاریخ اروپا بخش مهمی از میراث فرهنگی اروپا است. تاریخ هنر ماقبل تاریخ معمولاً به چهار دوره اصلی تقسیم می‌شود: عصر حجر، دوران نوسنگی، عصر برنز و عصر آهن. بیشتر آثار باقیمانده این دوره مجسمه‌های کوچک و نقاشی‌های غار است.

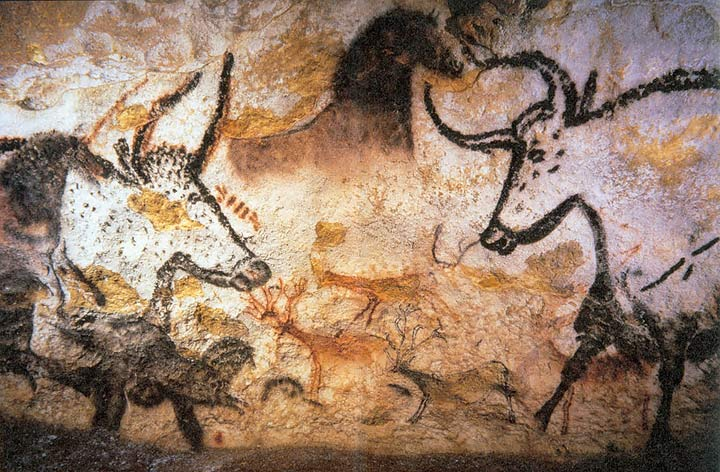
نقاشی یافت شده در یکی از غارهای فرانسه

هنر ماقبل تاریخ که مواردی از آن هنوز باقی مانده‌است، شامل برخی نقاشی‌ های باقیمانده در تعدادی از غارها و تعداد خیلی کمی از نقش های باقیمانده بر صخره‌ها و بعضی از اثار و ظروف باستانی می باشد؛ مجسمه مرد شیری با ۳۰ سانتی‌متر ارتفاع در حدود ۳۰٬۰۰۰ سال قبل از میلاد است.
قدیمی‌ترین هنر غار اروپا ۴۰۸۰۰ سال قدمت دارد و می‌توان آن را در غار ال کاستیلو در اسپانیا جستجو کرد. نقوش سنگی نیز روی صخره‌ها انجام شده‌است، اما تعداد کمی از آنها به دلیل فرسایش باقی مانده‌اند. نمونه بارز آن، نقاشی‌های سنگی آستووانسالمی (Astuvansalmi) در دریاچه سایما منطقه فنلاند است. هنر‌ صخره ای حوضه مدیترانه ایبری نشان‌دهنده سبکی متفاوت نسبت به مکان های دیگر اروپا است، که شخصیت انسان محور اصلی آن است، و  اغلب در گروه‌های بزرگ دیده می‌شود، با نبردها، رقص‌ها و شکار به تصویر کشیده می شود. 
هنر سلتی ماقبل تاریخ بیشتر از قسمت‌های عصر آهن ناشی شده و عمدتاً در قالب فلزات با جایگاه بالا باقی مانده و به طرز ماهرانه ای با طرح‌های پیچیده، ظریف و عمدتاً انتزاعی تزئین شده‌است و اغلب فرم‌های خمیده و مارپیچ مورد استفاده قرار گرفته‌است. سر انسان و برخی حیوانات کاملاً بازنمایی شده‌ای وجود دارد، اما چهره‌های کامل بشری در هر اندازه ای چنان نادر هستند که عدم حضور آنها ممکن است به دلیل یک منع مذهبی باشد. با فتح سرزمین‌های سلتی توسط رومی‌ها، آن‌ها تقریباً به‌طور کامل از بین رفتند، اما این سبک در استفاده محدود در جزایر بریتانیا ادامه یافت و با روی کار آمدن مسیحیت در آنجا به سبک وابسته به جزیره در اوایل قرون وسطا احیا شد.

## هنر دوران باستان
مصر، یونان، روم و سال‌های شروع مسیحیت.
مصر تمدنی با سنت بسیار قوی معماری و تندیس گری است (که هر دو این هنرها با رنگ‌های روشن رنگ آمیزی می‌شده‌است). هم چنین آن‌ها نقاشی‌های فراوان دیواری (به انگلیسی: mural paintings) در معابد و خانه‌های خویش داشته‌اند.
یونان باستان نقاشان، تندیس سازان و معماران بزرگی داشته‌است. پارتنون یک مثال از معماری آنان می‌باشد. تندیس‌های مرمی یونانی اغلب بالاترین شکل هنر دوران کلاسیک توصیف می‌شود.
هنر رومی زیر نفوذ هنر یونانی بود.